# Castell del Remei
El Castell del Remei és un edifici del municipi de Penelles (la Noguera), inclòs a l'Inventari del Patrimoni Arquitectònic de Catalunya.

## Descripció

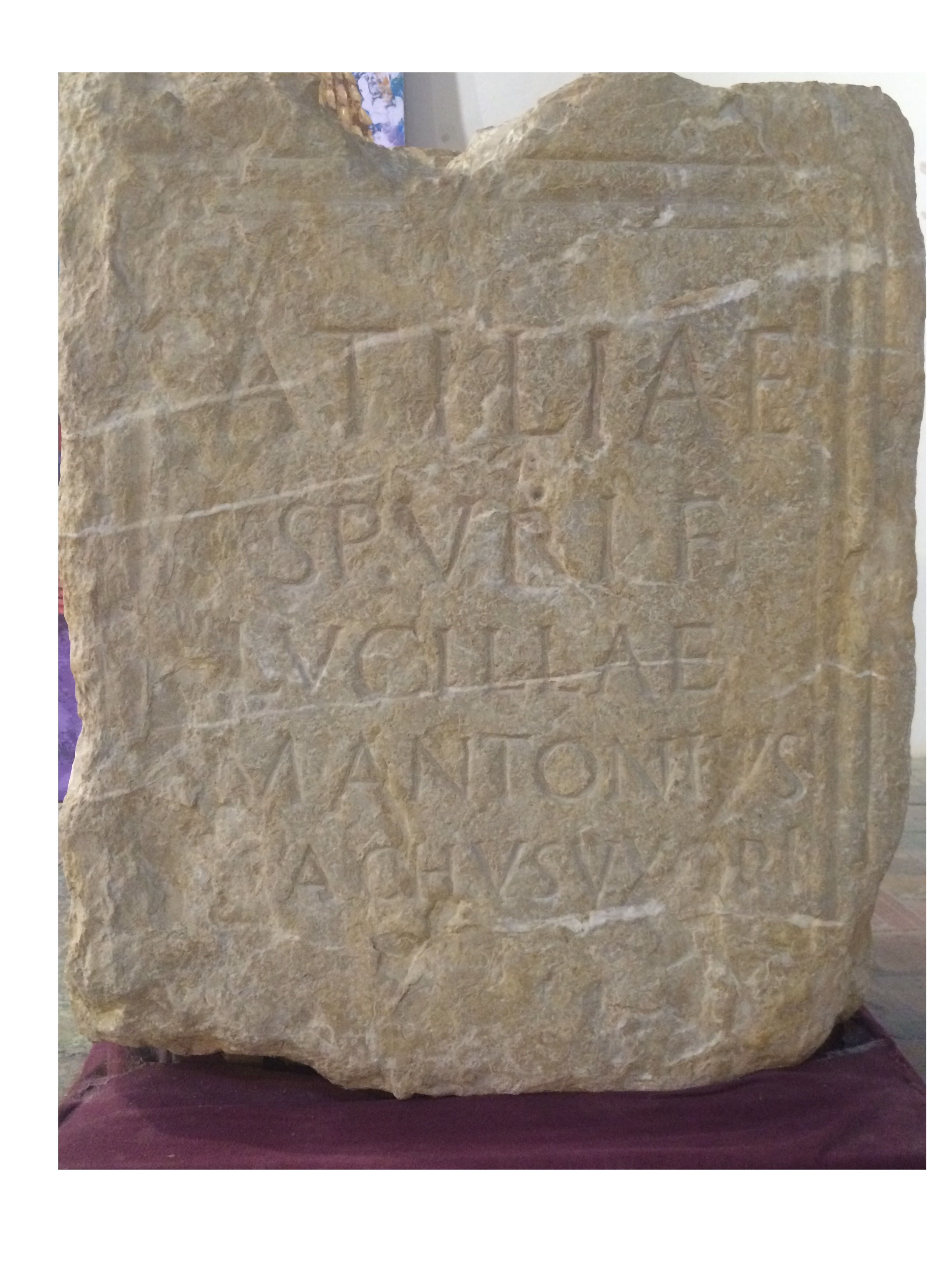
ATILIAE/ SPURIAE F/LUCILLAE/M·ANTONIUS/NACHUS/UXORI
A l'esposa Atília Lucil·la filla d'Spuri (dedica aquest record) Marc Antoni Nachus

Es troba a migdia del petit llogarret de Torreneral, agregat de Penelles, i s'hi arriba pel camí de Boldú, el qual s'agafa des de la carretera LV-3028 (de Castellserà a Bellpuig) al km. 129 de la carretera C-53 (entre la Fuliola i Bellcaire d'Urgell). El complex, emplaçat a tocar de la séquia de Boldú en una zona plana de camps de conreu, està centrat en l'anomenat castell del Remei, un gran casal de planta quadrangular al qual es van afegir quatre torres circulars als quatre angles com si es tractés. A pocs metres al sud-oest, s'aixeca el santuari del Remei. El conjunt està envoltat de dependències baixes i edificis dedicats a la producció agrícola. Les seves vinyes formen part de la denominació d'origen Costers del Segre.
L'edifici del castell, de notables dimensions, consta de planta baixa i dos pisos, disposats en quatre ales al voltant d'un pati central quadrangular. Les quatre façanes de la planta baixa estan fetes amb aparell regular de pedra sorrenca fosca de carreus ben escairats i exterior rugós, mentre que les plantes superiors, revestides amb estuc blanc allisat, no permeten observar l'aparell constructiu amb què estan fetes. Les portes principals d'accés, distribuïdes al llarg de les quatre façanes i les quatre torres, són d'arc rebaixat emmarcades amb pedra clara sense motllurar. Les portes secundàries són rectangulars, sense ornaments. A les plantes primera i segona totes les obertures són rectangulars. Les teulades de cada façana són a doble vessant, amb ràfec de dos nivells (teula i rajola obliqua). Les torres circulars, en canvi, estan rematades amb merlets rectangulars senzills sobre una cornisa de rajola i teula.
L'edifici del santuari és d'una sola nau, amb capçalera i dues capelles laterals disposades a manera de transsepte.
La façana principal, l'accés al temple, enfrontada a l'est, està conformada per un porxo (de tres obertures d'arcs de mig punt) cobert per una teulada a una vessant, a sobre de la qual la resta de la façana s'organitza de manera classicitzant, amb un frontó triangular clàssic a sota del qual s'hi disposa una finestra rectangular amb un encornisament superior. Al centre, el creuer és cobert per un cimbori octogonal, amb rosetons en cadascuna de les cares i una lluerna superior amb obertures d'arcs de mig punt.
A la façana nord s'hi situa un altre accés, amb porta d'arc de mig punt emmarcada per pilastres amb capitells corintis que sostenen un fris on resa la llegenda 'Joannes est nomen Ejus' en lletra capital romana. A sobre del frontó, emmotllurat, se situa una fornícula, que conté una estàtua de Sant Joan Baptista, amb arc de mig punt i la volta de quadrant d'esfera decorada amb una petxina.
Les teulades són a doble vessant en cadascuna de les quatre ales de l'edifici i en el cimbori. Els ràfecs són motllurats a l'estil clàssic.

### Celler
Actualment, la finca produeix vi de la DO Costers de Segre, subzona Urgell, sota el nom de Castell del Remei, amb un total de 15 hectàrees de vinya pròpia i 75 ha de lloguer. Les varietats del vi conreades són bàsicament sauvignon blanc, macabeu i chardonnay pel que fa a les varietats blanques, i merlot, cabernet sauvignon, sirà, ull de llebre, garnatxa i pinot noir pel que fa a les varietats negres. La seva producció anual és de 800.000 ampolles de vi blanc i negre anomenats 1780, Oda, Gotim Bru i Gotim Blanc.

## Història
La finca del Castell del Remei correspon a una part del terme rural de Torreneral, la dimensió actual del qual s'adequa al procediment de centuriació que els romans establiren durant el procés de colonització d'aquest territori. Un terme centuritzat té una extensió aproximada de 600 ha, que es divideix en centúries d'unes 50 ha cadascuna, que al seu torn poden dividir-se en subparcel·les de 25 ha.
A l'interior de la propietat es va localitzar l'any 1743 una estela d'època alt-imperial. L'epígraf és una dedicatòria de Marc Antoni Nachus a la seva esposa Atília Lucil·la. Marc Antoni segons sembla, fou un personatge d'origen iber, tal com indica l'antropònim Nachus, molt abundant entre els indígenes ilergets. La inscripció és una prova del progressiu grau d'integració dels autòctons en el procés de romanització.
Les referències més antigues al que després va ser Torreneral es tenen en els documents de repoblació, en el qual el comte Ermengol IV d'Urgell i la seva dona Lucía doten el 10 de juny de 1079 la fundació del Monestir de Gualter, per part dels monjos benedictins del Monestir de Santa Maria de Ripoll, la meitat de la denominada quadra de Cortessa, que és la primitiva denominació de la finca del Castell del Remei. L'altra meitat es va donar a Airalli Bernardi de Tolone, que era un cavaller occità que va acompanyar al comte en la reconquesta de la zona. El nom Torre d'Airalli és l'origen de Torre de n'Eral, Torre Neral i Torreneral, per haver estat la senyoria d'Erall qui va construir la torre de defensa original. El 1123, el monestir de Gualter hereta l'altra meitat de la finca.
El 1414, el rei Ferran I d'Antequera vengué Torreneral a l'abadia de Poblet. L'abadia va dividir el terme en dues parts: la Torre dels Frares i la Torre del Bisbe. La propietat va quedar compartida entre els monestir de Gualter i el de Poblet, esent aquest últim el gran propietari de la zona. El 1592, se secularitzà el monestir de Gualter, per la qual cosa tots els seus béns passaren al recentment creat bisbat de Solsona. El 1699 es dividí la propietat en dues parts: 131 ha (la Torre dels Frares) correspongueren a Poblet i 393 ha (la Torre del Bisbe) al bisbat de Solsona. El 1820, a l'inici del Trienni Liberal, es suprimiren els ordes monàstics, amb l'excepció de Poblet i Montserrat. En 1835, amb la desamortització de Mendizábal les propietats de Poblet i del bisbat de Solsona són nacionalitzades, entre les quals hi havia Torreneral.

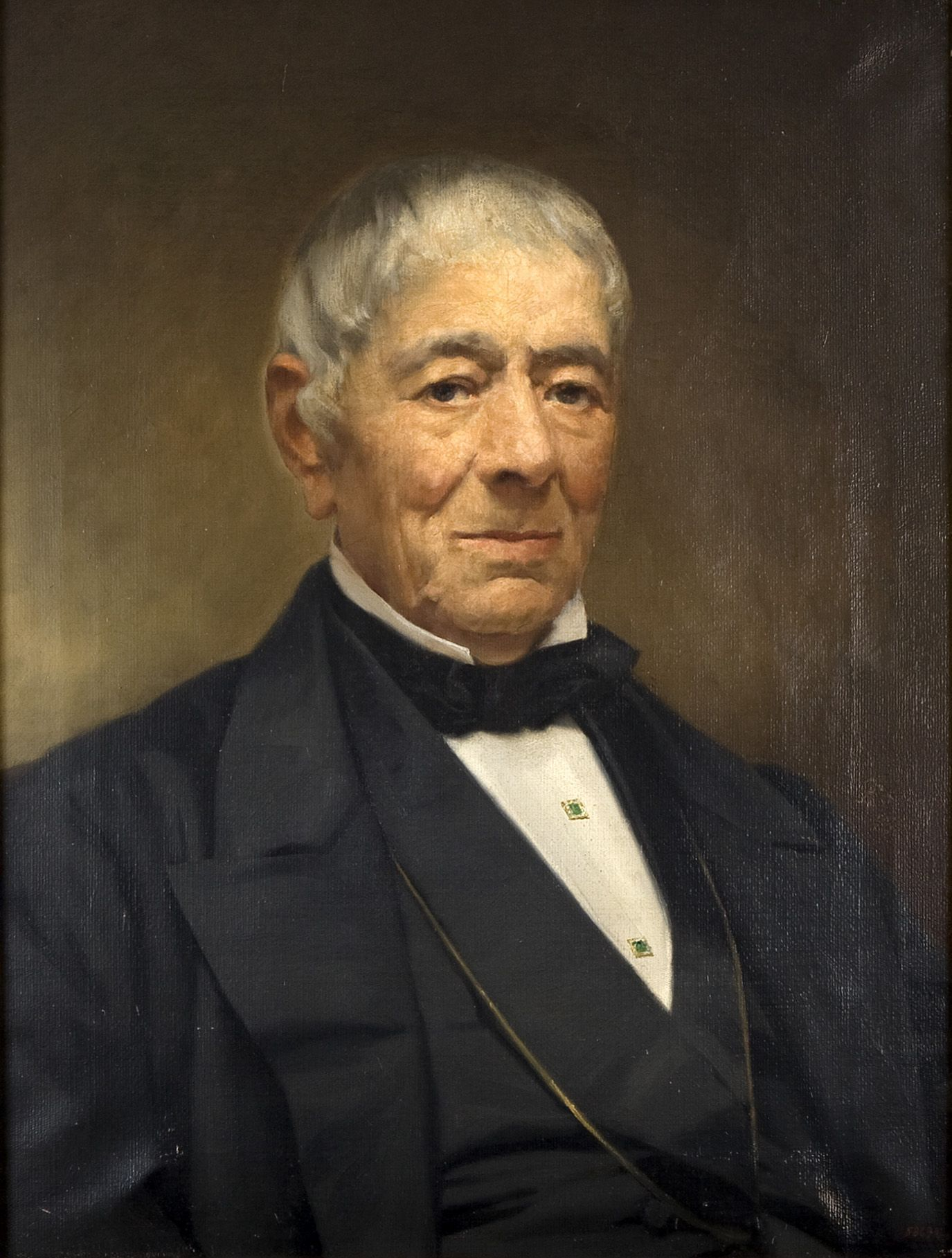
Retrat d'Ignasi Girona i Targa (c. 1850)

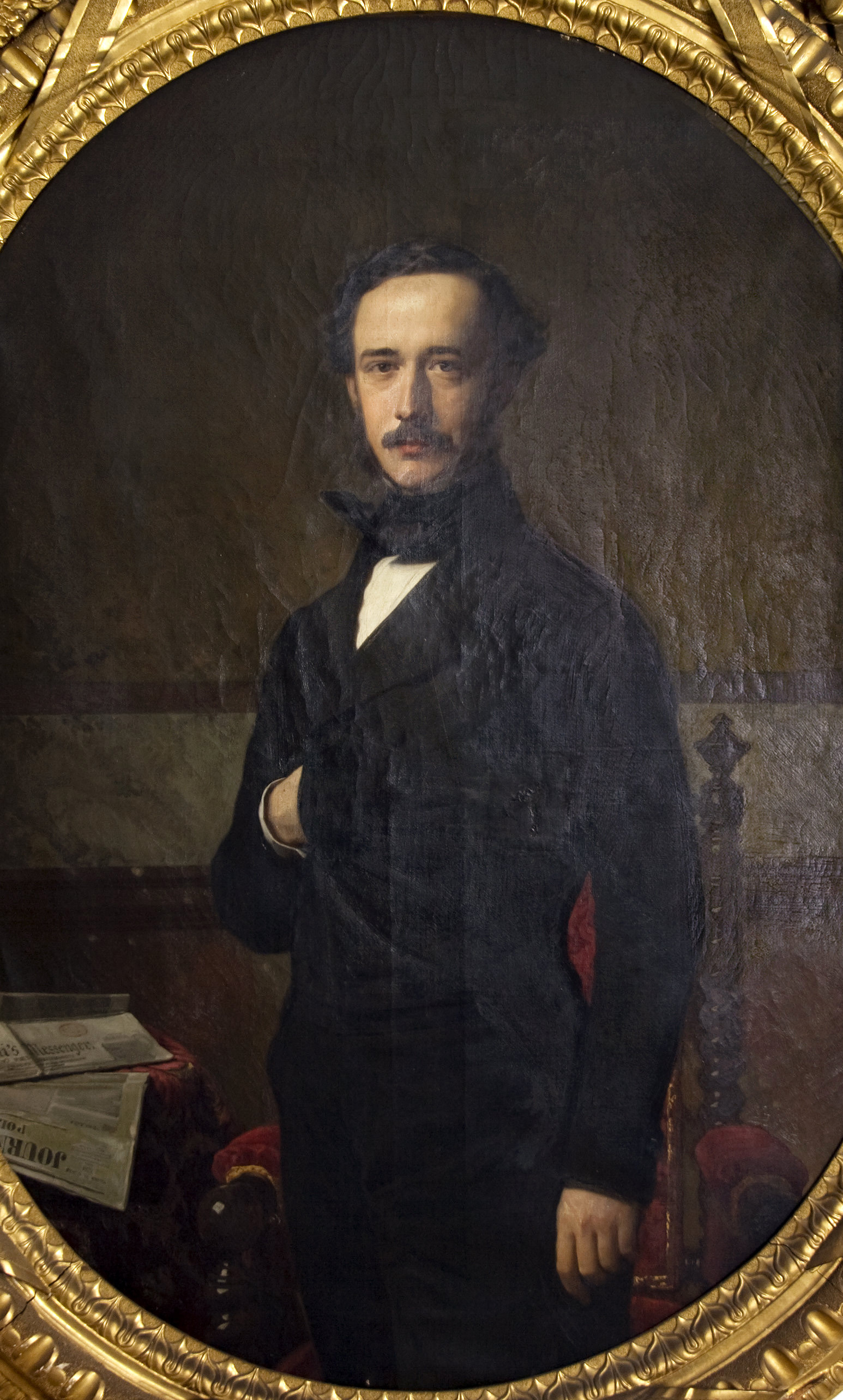
Retrat d'Ignasi Girona i Agrafel, pintat per Federico de Madrazo y Kuntz (1853)

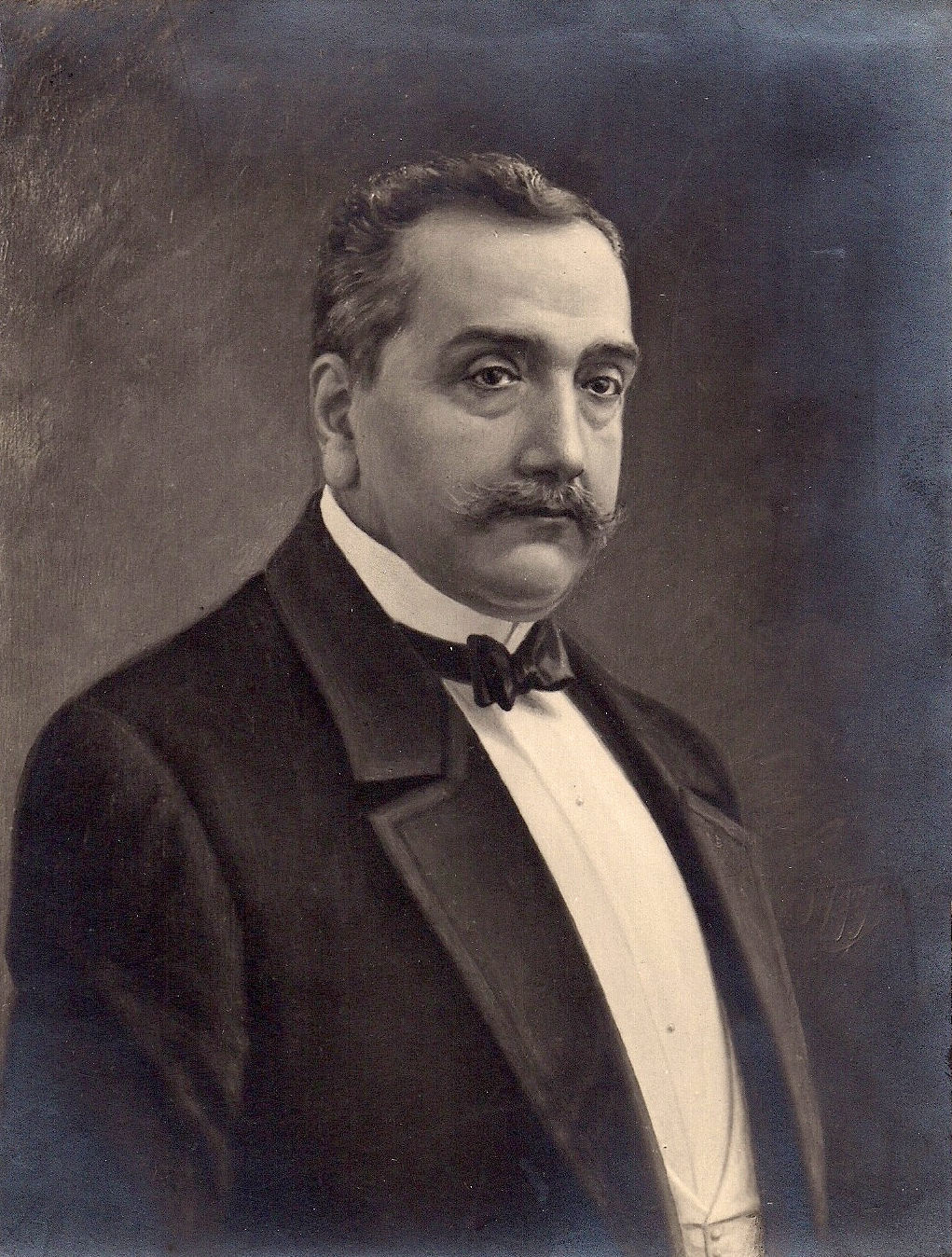
Retrat d'Ignasi Girona i Vilanova (1900)

El 1853, Ignasi Girona i Targa va comprar la Torre del Bisbe de Torreneral a la família Torrents Serralamera i Mitjana, que l'havia adquirit en subhasta pública. El seu interès en aquestes terres estava basat en el fet que des del segle xiv hi havia el projecte de regar aquesta zona amb aigua portada del riu Segre, i que ell tenia el projecte de construir-hi el Canal d'Urgell. A més, va voler recompondre en una propietat l'antic terme rural de Torreneral, comprant l'altra part, és a dir la Torre dels Frares, a les seves propietàries Maria Escaiola Vilarnau (1821-1902) i a la seva filla Caterina Solervicens Escaiola (1855-1927), però no la hi van vendre. La negativa no el va desanimar i, fins a la seva mort, va intentar que la hi venguessin per tots els mitjans i mitjançant tota mena de plets.
La dedicació del santuari li va ser donada per Ignasi Girona, que durant la Guerra del Francès, quan el perseguien els francesos, es va ocultar en la capella de la Verge del Remei de Tàrrega, d'on era oriünd, i on s'hi havia refugiat procedent de Barcelona, on en aquells dies residia. Com fos que els francesos passessin de llarg i no el descobrissin, ho va atribuir a la Verge del Remei, a la qual va posar com a protectora de la família i dels seus negocis.
Ignasi Girona va seguir comprant terres per la zona, especialment les que es van oferir amb les successives desamortitzacions. La finca inicial va ser ampliada fins a arribar a les 575 ha. Va ser el seu fill gran, Joan Girona i Agrafel, qui es va ocupar inicialment de la finca i qui va donar al castell la seva configuració actual, de quatre torres, una en cada cantonada, al que era originalment una casa fortificada amb una sola torre. Tant Ignasi Girona com el seu fill Joan es proposaren aplicar a l'agricultura, en la mesura del possible, els mètodes de la industrialització mitjançant la mecanització del camp. Per promoure el regadiu a la zona, Ignasi Girona, va sol·licitar la concessió de les obres del canal d'Urgell a través de l'empresa familiar Girona Germans, Clavé i Cia. Una vegada obtinguda la concessió, amb la finalitat d'obtenir més capitals fora de la família, va passar la concessió a la societat anònima Canal d'Urgell. El lideratge de la construcció del canal el va dur a terme el seu fill, Manuel Girona i Agrafel. El canal d'Urgell es va inaugurar el 29 de setembre de 1860, pel llavors ministre de Foment marquès de Cervera.
A la mort d'Ignasi Girona el 1867, la finca, molt mecanitzada per als estàndards de l'època, va passar als seus fills Jaume i Ignasi Girona i Agrafel. ln 1868 es va inaugurar el molí de farina. El 1872, la finca va aconseguir la categoria de «colònia agrícola», per la qual la propietat s'obligava a fer importants inversions a canvi de diversos privilegis, com ara que les més de 50 famílies que hi vivien estaven exemptes del servei militar i diversos beneficis fiscals. El 1882, Ignasi Girona i Agrafel comprà l'altra meitat de la propietat de la finca al seu germà Jaume, que residoa a Madrid. El 1886 s'hi instal·la una fàbrica de mistela per potenciar els cellers. Ignasi Girona i Agrafel va ser qui va manar col·locar al pati del castell el seu lema: «L'home fa la casa i la casa fa l'home».
El regadiu d'aquestes terres, fins llavors inhòspites per la falta d'aigua, va portar amb si dos problemes: un, la salinització de les terres (es tracta d'un antic fons de llac) i un altre, el paludisme. Per evitar el primer, Ignasi Girona i Agrafel, ja propietari de la finca per herència del seu pare, va haver de fer grans rases de desguàs per drenar les terres i que la sal no pugés a la superfície, la qual cosa va suposar una enorme inversió. Deia la gent de la zona, que les terres havien passat de secà a regadiu després de sembrar-les d'or. Per evitar i guarir el paludisme va repartir grans quantitats de quinina entre la gent que hi treballava. Tot això va suposar una obra titànica.
Encara que foren els seus avantpassats qui van preparar les terres per a l'explotació agrària, fou Ignasi Girona i Vilanova qui les va posar en l'explotació definitiva. La seva formació agrícola a París li va ser d'enorme utilitat per explotar les terres amb productes de major valor afegit que els cereals extensius utilitzats fins a aquell moment. Seva va ser la idea de plantar-hi vinyes de ceps nobles de gran qualitat per fer vins que competissin amb els de Bordeus. També va ser qui va iniciar la producció de licors: el conegut licor de camamilla i el brandi (ja no es produeixen). Ignasi Girona i Vilanova també es va ocupar de les qüestions socials de la finca: va posar-hi un capellà perquè assistís al personal, va fundar una escola per a nens i una escola-llar, regides per les Germanes Dominiques de l'Anunciata, després substituïdes pels Franciscans de la Creu Blanca, que tenen actualment una residència per a nens discapacitats i el noviciat.
L'any 1936, el castell va ser desvalisat, els cellers buidats, la maquinària desmuntada, i les terres van quedar pràcticament abandonades. A més, les tropes nacionals, en el seu avanç per la zona cap a Barcelona, van instal·lar un polvorí al castell, que va esclatar i el va destruir gairebé per complet, així com diverses instal·lacions de la finca.
Després d'acabar la guerra civil espanyola, Joan Girona i Vilanova va reconstruir-ho i va restaurar l'aplec de la Verge del Remei, el segon diumenge d'octubre, en el qual se'n celebrava la festa major. Després de la mort de Joan Girona i Vilanova, els seus nebots i hereus Escubós-Girona i Folch-Girona van construir-hi un santuari en honor de la Verge del Remei, al costat del Castell, obra de l'arquitecte Anton Fisas i decorat interiorment amb pintures de Josep Obiols. Anteriorment, només hi havia una capella a l'entrada del castell. El santuari es consagrà el 13 de juny de 1954, pel bisbe de la Seu d'Urgell i copríncep sobirà de les Valls d'Andorra Iglesias Navarri.
Joan Girona i Vilanova va morir al 1950 i va deixar-la als seus nebots Escubós-Girona i Folch-Girona, que al 1982 la van vendre a la família Cusiné.

### L'acte de reversió del Canal d'Urgell als regants
El dia 2 de novembre de 1964, es va celebrar l'acte públic del centenari del canal d'Urgell amb un acte presidit pel ministre d'Obres Públiques, Jorge Vigón Suero-Díaz, en el qual es va efectuar la reversió del canal, fins llavors explotat com a concessió administrativa per la Sociedad Anónima Canal de Urgel, als regants, tot essent la primera vegada que es feia això a Espanya. L'acte va ser multitudinari, assistint-hi milers de regants de tota la comarca. Després de la celebració d'una missa i el cant d'un Te Deum (per l'Orfeó Lleidatà) en el santuari de la Verge del Remei, recentment acabat, s'hi va fer un banquet als cellers, decorats expressament per a l'esdeveniment, per a les autoritats polítiques, militars i religioses de Lleida, al costat dels descendents de la família Girona, que van ser els promotors de l'obra, i de l'enginyer Domingo Cardenal y Gandasegui, que va dirigir el projecte.
En aquest acte es va aprovar la construcció d'un monument commemoratiu d'aquest acte, així com de la labor realitzada per la família Girona en la construcció del canal d'Urgell, obra dels arquitectes Anglada, Gelabert i Ribas, a situar a la plaça de davant del castell.
El setembre de 2022 es va constituir la Fundació Castell del Remei, amb l'objectiu de promoure el valor arquitectònic de la finca.